# Inga umbellifera
Inga umbellifera là một loài thực vật có hoa trong họ Đậu. Loài này được (Vahl) DC. miêu tả khoa học đầu tiên.

## Hình ảnh

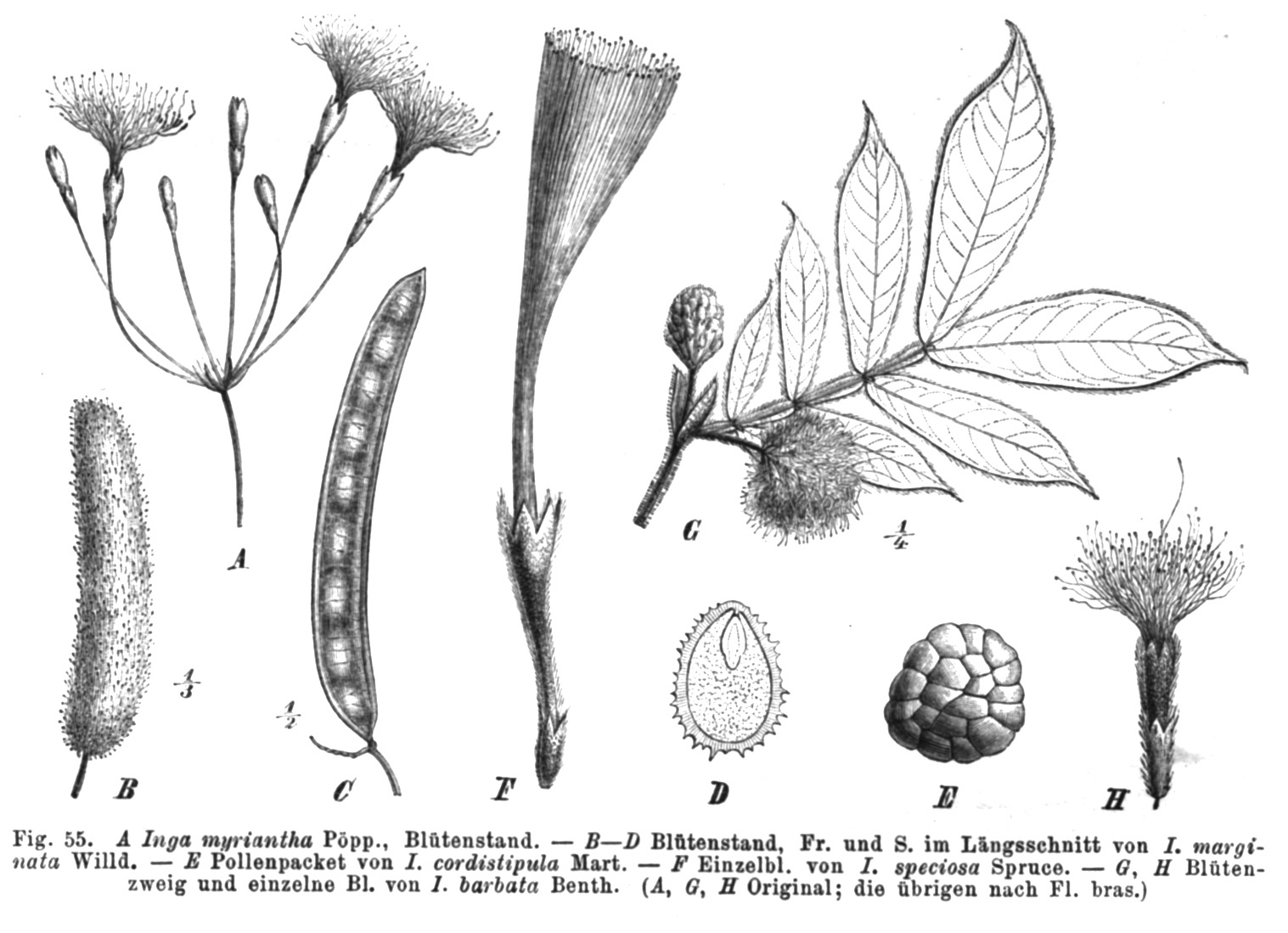